# Zimmerservice (Hörfunksendung)
Zimmerservice ist eine seit dem 22. Jänner 1995 jeden Sonntag auf FM4 ausgestrahlte Hörerwunschsendung.

## Geschichte
Zunächst wurde die Sendung ausschließlich von Martin Blumenau moderiert. Von Juli 2007 bis Ende Mai 2021 wurde sie abwechselnd von Martin Pieper und Martin Blumenau moderiert, seit dem Tod von Martin Blumenau abwechselnd von Martin Pieper und Alica Ouschan bzw. Boris Jordan. Hörer schlagen Musiknummern vor, die meistens dann auch gespielt werden. Die erste Nummer („Platte zur Lage“) wird allerdings immer, meist aufgrund eines aktuellen Anlasses, vom Moderator ausgewählt. Wünsche können ausschließlich schriftlich gestellt werden. Unter Blumenau erfolgte dies später auch per E-Mail, Pieper ist auch über neue Medien wie WhatsApp zu erreichen. Der Moderator liest die Hörerpost live in der Sendung vor, wodurch das Publikum die Möglichkeit hat, an der Gestaltung Anteil zu nehmen. Es gibt keinen vorgegebenen Musikstil, die Playlist erstreckt sich also von Singer-Songwriter bis Dub und Ambient. Es wurden aber auch schon Stücke der klassischen Musik gespielt.
Die Moderatoren behalten sich vor, manche Wünsche durchaus aufgrund andersgearteter persönlicher Vorlieben nicht zu spielen. Vor allem der etwas ruppige und bewusst „unsauber“ – unter Umgehung der Räuspertaste – gehaltene Moderationsstil von Martin Blumenau sorgte unter dem Publikum in den ersten Jahren von FM4 für Aufsehen. Deshalb wurde zu Beginn der Sendung in der „Signation“ gewarnt: „Achtung, in dieser Sendung werden Hörer etwas härter angefasst!“
Bis zur Umstellung von FM4 zum 24-Stunden-Programm am 1. Februar 2000 wurden im letzten Teil der Sendung die jeweiligen FM4-Wochencharts präsentiert.
Aufgrund des inoffiziellen Untertitels „die Sendung für Speziöses“ entwickeln die einzelnen Wünsche sich gelegentlich aufgrund der Recherchen des Sendungsgestalters in unerwartete Richtung – es werden in Anlehnung an frühere Traditionen der Musicbox ganze Alben („Die komplette LP“) oder auch rare, ältere Livemitschnitte gesendet. Manchmal ergänzen Serien wie in den Jahren 2001 & 2002 die autobiografisch angelehnte 49Songs oder in Zusammenarbeit mit der Süddeutschen Zeitung die Serie 50 Jahre Popmusik (2005–2006) den Inhalt.
Zimmerservice geht aufgrund dieser Besonderheiten und aufgrund oftmals ausführlicher pop-historischer Ausführungen weit über das Genre der „klassischen“ Wunschsendung hinaus.
Während die Sendung von Beginn an stets zwischen 19 und 21 Uhr gelaufen ist, dauert diese – mit Einführung eines neuen Sendeschemas ab 3. Oktober 2022 – hin und wieder nur noch bis 20 Uhr.

## Kennmelodie
Bis Juli 2007 wurde als Kennung eine Passage aus Tonight’s da Night (von der Debüt-LP Whut? Thee Album aus dem Jahre 1992) von Redman, welches wiederum Samples von „A Few Kisses More“ (Isaac Hayes; 1979) und „All Night Long“ (The Mary Jane Girls) enthält, verwendet.
Bei der neuen „Signation“ (österreichisch für „Kennmelodie“) hört man hingegen einen Butler mit den Worten „FM4 Zimmerservice“ an die Türe klopfen, wobei das Wort „FM4“ ein Sample von Hubertus Bengsch (deutsche Synchronstimme von Richard Gere) ist, gefolgt von einer simplen Melodie – das Stück „Junglero“ der Band Combustible Edison, vom 1995er Soundtrackalbum „Four Rooms“ stammend –, gespielt auf einem Kontrabass & einer singenden Säge.